# Chả cua

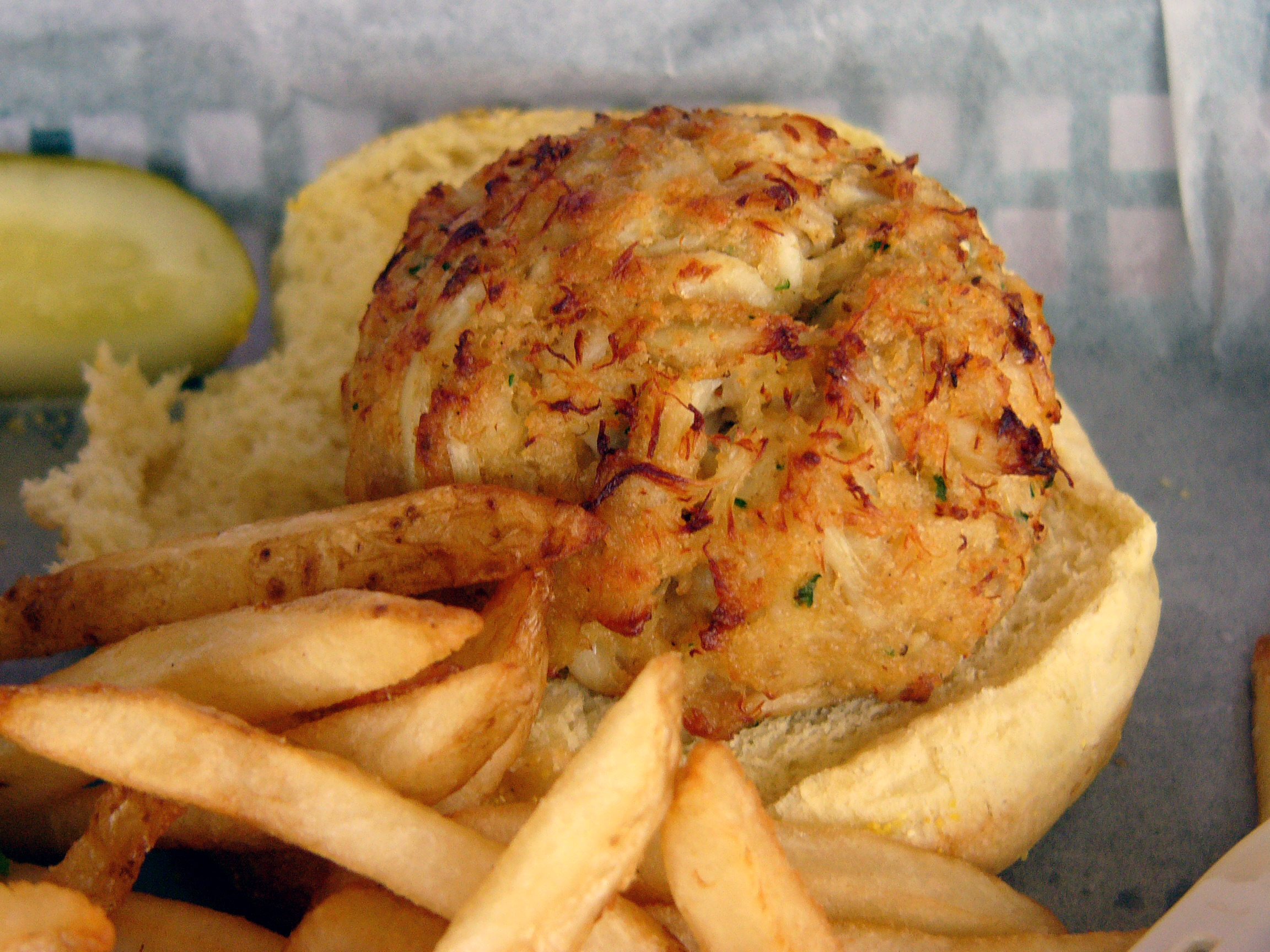
Chả cua (bánh cua) kiểu Mỹ

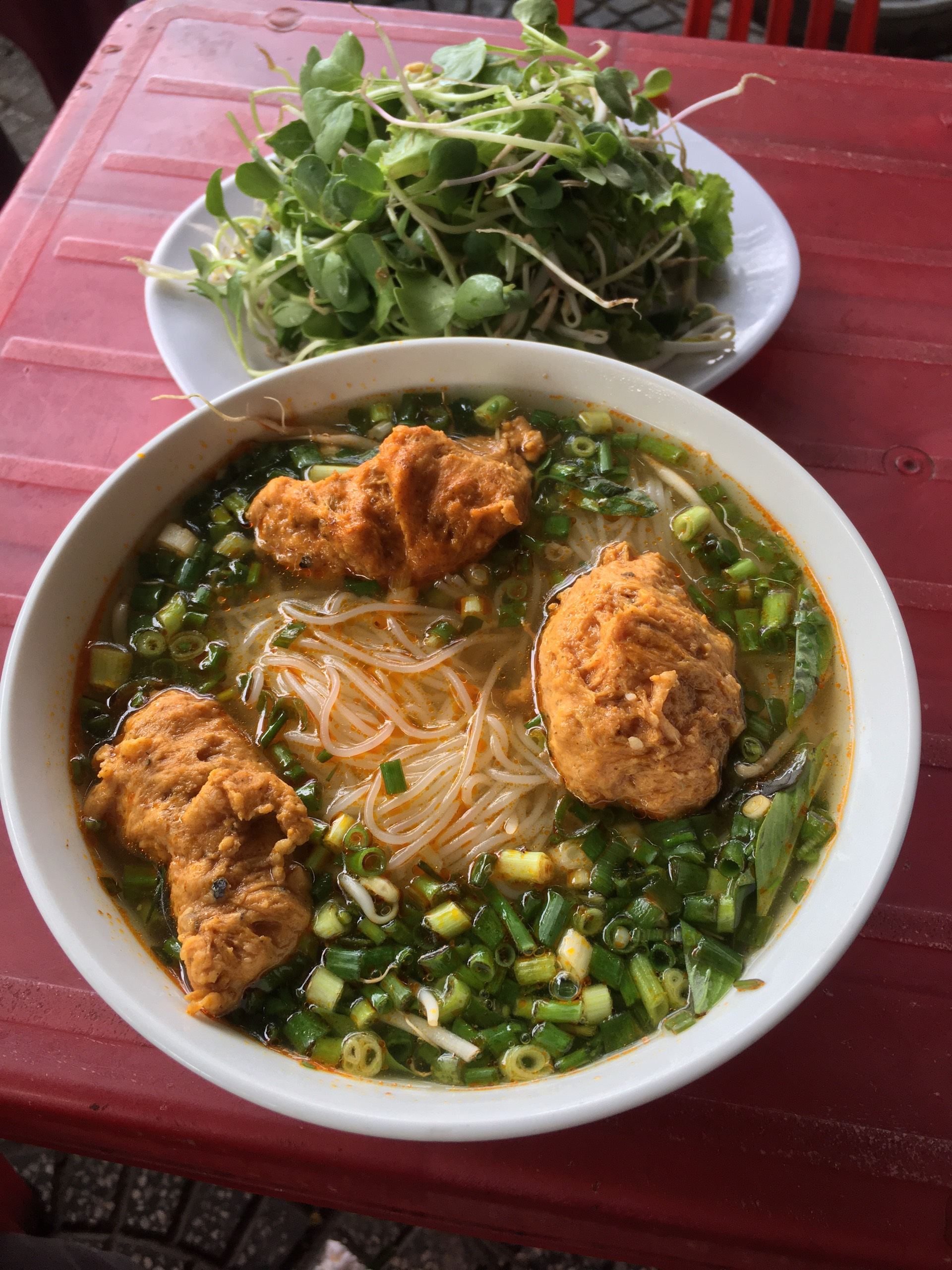
Chả cua kiểu Việt Nam trong món bún bò Huế

Chả cua là một loại chả được làm từ nguyên liệu là thịt cua giã nhuyễn và được quết, vắt thành viên. Ở Việt Nam, chả cua là nguyên liệu cho món bún bò Huế, bún chả cua, miến chả cua và nhiều món ăn khác, loại cua được dùng làm nguyên liệu cho món chả cua là các loại cua đồng. Ngày nay, chả cua thông thường được bán tương đối nhiều ở các khu chợ và siêu thị của Việt Nam, đây là loại chả mà các khu công nghiệp chế biến và đóng gói hàng loạt. Ở Mỹ, chả cua (Crab cake) là một loại chả cá (fishcake) rất phổ biến trong ẩm thực Hoa Kỳ, nó bao gồm thịt cua và nhiều thành phần khác, chẳng hạn như vụn bánh mì, sốt mayonnaise, mù tạt (thường là mù tạt được chế biến sẵn, nhưng đôi khi là bột mù tạt), trứng và gia vị, đặc biệt là bánh sau đó được áp chảo, rán, nướng, chiên giòn, hoặc nướng chín. Chả cua ở Mỹ gắn với các bang giáp với biển Đại Tây Dương, trong đó nổi tiếng với thương hiệu chả cua kiểu Maryland. Trên thị trường ngày nay còn có sản phẩm ghẹ farci hay còn gọi là ghẹ nhồi là một món ăn được chế biến từ thịt ghẹ giã nhuyễn trộn với thịt xay (thường là thịt heo hoặc tôm), cùng các loại gia vị như hành tây, cà rốt băm nhỏ, hỗn hợp này sau đó được nhồi lại vào mai ghẹ và chế biến bằng cách hấp hoặc nướng.

## Ở Mỹ
Ở Mỹ, các loại chả cua có truyền thống gắn liền với khu vực xung quanh Vịnh Chesapeake, đặc biệt là các bang Maryland và Virginia. Chả cua đặc biệt phổ biến dọc theo bờ biển của các bang Trung Đại Tây Dương và Nam Đại Tây Dương, nơi ngành công nghiệp làm chả thịt cua phát triển mạnh. Chúng cũng có thể thường được tìm thấy ở New England, Bờ Vịnh, Tây Bắc Thái Bình Dương và bờ biển Bắc California. Trong khi thịt từ bất kỳ loài cua nào có thể được sử dụng, thì loại Cua xanh Đại Tây Dương hiện diện trong môi trường sống bản địa bao gồm Vịnh Chesapeake là lựa chọn truyền thống và thường được coi là ngon nhất.
Ở Tây Bắc Thái Bình Dương và Bắc California, Cua Dungeness là một nguyên liệu phổ biến cho món chả cua, và món bánh thịt cua này được chế biến tại nhiều nhà hàng trong khu vực. Nhiều nhà hàng và chợ cá quảng cáo sản phẩm bánh cua của họ là "Maryland Crab Cake" hoặc "Maryland-Style", ngụ ý phần thịt cua là Cua xanh có nguồn gốc trong nước tuy nhiên, việc thay thế bằng loại ghẹ xanh rẻ hơn là một thực tế phổ biến vì chúng được nhập khẩu, thường là từ Châu Á. Sản phẩm nước ngoài thường được thu hoạch bằng các phương pháp và thực hành được coi là không bền vững ở Hoa Kỳ, nơi ngành công nghiệp đánh bắt cua được quản lý cẩn thận để đảm bảo tính bền vững.